# Masacres de Maratha, Santalaris y Aloda
Las masacres de Maratha, Santalaris y Aloda (en turco: Muratağa, Sandallar ve Atlılar katliamı) fue una masacre de turcochipriotas por parte del grupo paramilitar EOKA B el 14 de agosto de 1974 durante la invasión turca de Chipre. Un total de 126 civiles fueron masacrados en las aldeas de Maratha, Santalaris y Aloda: 89 (u 84) en Maratha y Santalaris y 37 en la aldea de Aloda.

## Trasfondo
De acuerdo al censo de 1960, todos los habitantes de las aldeas eran turcochipriotas. En Maratha y Santalaris habitaban 207 personas. Hacia 1973 la población de las tres había aumentado a 270. Sin embargo, el índice de población bajó rápidamente cuando en julio de 1974 (después de la primera invasión turca de Chipre) todos los hombres en edad de combatir fueron llevados como prisioneros de guerra a Famagusta y de ahí a Limassol.

## La masacre
El 20 de julio de 1974, después de llevarse a todos los hombres de las aldeas, llegaron varios soldados de EOKA B provenientes de la vecina Peristeronopigi e instalaron un campamento en una cafetería. Más tarde se emborracharon, dispararon varias veces al aire y violaron a muchas mujeres, niñas y luego también a los niños. La violación continuó hasta el 14 de agosto de 1974, cuando debieron retirarse debido a la segunda invasión turca: decidiendo no dejar ningún testigo y exterminando a toda la población.
Solo en Maratha y Santalaris unas 84 u 87 personas fueron asesinadas. Según el imán de Maratha había 90 civiles antes de la masacre, sobreviviendo solo 6, mientras que en Aloda solo tres escaparon con vida. Todos los cadáveres fueron sepultados en fosas comunes mediante bulldozers.
Associated Press describió a los cuerpos como "tan apilados y descompuestos que se rompián en pedazos cuando los soldados los sacaban de las fosas". En tanto, Milliyet indicó que los habitantes fueron asesinados con armas de corte y ametralladoras.
De acuerdo con el escritor e investigador griego chipriota Tony Angastiniotis, al menos uno de los atacantes tenía acento nativo de Grecia, lo cual sugiere que podría haberse tratado de un oficial griego.

## Reacciones
La ONU describió a las masacres como crímenes en contra de la humanidad. Las masacres fueron cubiertas por distintos medios extranjeros, entre ellos The Guardian y The Times.
Rauf Denktaş mantuvo un encuentro con los griegos chipriotas después de que las fosas comunes fueron descubiertas.